# Ossi Reichert
Rosa "Ossi" Reichert, född 25 juli 1925 i Gunzesried och död 16 juli 2006, var en tysk alpin skidåkare. 
Hon deltog i olympiska vinterspelen 1952 i Oslo där hon vann en silvermedalj i slalom. Hon slog landsmaninnan Annemarie Buchner som blev bronsmedaljör.
Efter att ha skadat en axel 1954, kom hon tillbaka och vann storslalom vid olympiska vinterspelen 1956 i Cortina d'Ampezzo, vilket även blev Tysklands enda guld vid spelen.
Reichert vann tyska mästerskapen tre gånger. Hon avslutade sin karriär, för att driva sina föräldrars hotell i hemorten Allgäu.